# Руссо, Жак
Жозе́ф Жюль Жан Жак Руссо́ (фр. Joseph Jules Jean Jacques Rousseau, 1905—1970) — канадский ботаник и этнолог.

## Биография
Родился 5 октября 1905 года в городке Сен-Ламбер близ Монреаля. Образование получал в Монреальском университете, в 1926 году окончил его со степенью бакалавра. Учился у Мари-Викторена, после получения степени стал работать лаборантом. В 1928 году получил степень лиценциата, после чего начал преподавать в звании доцента, читал курсы по генетике, палеоботаники и экономической ботаники.
В 1931 и 1933 годах учился в Корнеллском университете, в 1932 году — в Университете Нью-Мексико, также некоторое время учился в Вермонтском и Гарвардском университетах. В 1934 году получил степень доктора наук, в диссертации рассматривая систематику рода Астрагал.
С 1938 года работал ассистентом Мари-Викторена в Монреальском ботаническом саду, в 1944 году сменил его в должности директора, являлся им до 1956 года.
В 1957 году Жак Руссо был назначен директором Отделения истории человечества Национального музея в Оттаве. С 1959 по 1962 год он преподавал в Сорбонне, затем вернулся в Канаду, став профессором этнобиологии в Лавале.
Скончался 4 августа 1970 года.

## Некоторые научные работы
- Rousseau, J. Études floristiques sur la région de Matapédia (Québec). — Ottawa, 1931. — 36 p.

## Виды, названные именем Ж. Руссо
- Antennaria rousseaui A.E.Porsild, 1949
- Carex rousseaui Raymond, 1955 = Carex haydenii Dewey, 1854
- Eriophorum ×rousseauianum Raymond, 1950